# Município de Wayne (condado de Auglaize, Ohio)
O município de Wayne (em inglês: Wayne Township) é um município localizado no condado de Auglaize no estado estadounidense de Ohio. No ano de 2010 tinha uma população de 1.594 habitantes e uma densidade populacional de 22,8 pessoas por km².

## Geografia
O município de Wayne encontra-se localizado nas coordenadas 40° 36′ 28″ N, 83° 56′ 32″ O. Segundo a Departamento do Censo dos Estados Unidos, o município tem uma superfície total de 69.92 km², da qual 69,9 km² correspondem a terra firme e (0,03 %) 0,02 km² é água.

## Demografia
Segundo o censo de 2010, tinha 1.594 habitantes residindo no município de Wayne. A densidade populacional era de 22,8 hab./km². Dos 1.594 habitantes, o município de Wayne estava composto pelo 98,37 % brancos, o 0,38 % eram afroamericanos, o 0,44 % eram amerindios, o 0,06 % eram asiáticos, o 0,38 % eram de outras raças e o 0,38 % eram de uma mistura de raças. Do total da população o 1,19 % eram hispanos ou latinos de qualquer raça.